# پیریدینیم پی-تولوئن سولفونات
پیریدینیم پی-تولوئن سولفونات (به انگلیسی: Pyridinium p-toluenesulfonate) یک ترکیب شیمیایی با شناسه پاب‌کم ۴۶۶۱۰۲ است. شکل ظاهری این ترکیب، جامد بی‌رنگ است.